# 매기 린데만
매기 린데만(Maggie Lindemann, 1998년 7월 21일 ~ )은 미국의 싱어송라이터이다. 데뷔 이전 SNS를 통해 음악 활동을 하다가 "Knocking on Your Heart"라는 노래를 통해 이름을 알리기 시작했다. 2016년 데뷔 싱글 "Pretty Girl"을 통해 전세계적으로 이름을 알렸는데, 원곡보다는 Cheat Codes x CADE 리믹스가 큰 성공을 거뒀다.